# Bibiriewo
Bibiriewo (ros. Бибирево) – stacja moskiewskiego metra linii Sierpuchowsko-Timiriaziewskiej (kod 130). Nazwa stacji pochodzi od nazwy rejonu Bibiriewo w północno-wschodnim okręgu administracyjnym Moskwy, gdzie jest położona. Przez półtora roku pełniła funkcję stacji końcowej linii. Wyjścia prowadzą na ulice Kostromskaja, Pleszczeewa, Priszwina i Bibiriewskaja.

## Konstrukcja i wystrój
Jednopoziomowa, trzynawowa, płytka stacja kolumnowa z jednym peronem. Stację charakteryzują, nietypowe dla tego typu konstrukcji w systemie metra, okrągłe kolumny. Ściany nad torami pokryto szarym i czarnym marmurem. Podłogi wyłożono czarnym i czerwonym granitem. 